# Ribeira Grande (Portogallo)
Ribeira Grande (ʁi'bɐiɾɐ 'gɾɐ̃d(ɨ)) è un comune portoghese di 32 032 abitanti (2011) situato nella regione autonoma delle Azzorre.

## Società

### Evoluzione demografica
| 1849  | 1900  | 1930  | 1960  | 1981  | 1991  | 2001  | 2004  | 2011  |
| ----- | ----- | ----- | ----- | ----- | ----- | ----- | ----- | ----- |
| 18967 | 25778 | 28486 | 39597 | 28128 | 27163 | 28462 | 29318 | 32032 |

## Freguesias
- Calhetas
- Conceição (Ribeira Grande)
- Fenais da Ajuda
- Lomba da Maia
- Lomba de São Pedro
- Maia
- Matriz (Ribeira Grande)
- Pico da Pedra
- Porto Formoso
- Rabo de Peixe
- Ribeira Seca
- Ribeirinha
- Santa Bárbara
- São Brás